# Scottish Premiership 2025/26
Die Scottish Premiership wird 2025/26 die 13. Austragung als höchste schottische Fußball-Spielklasse der Herren unter diesem Namen. Die Liga wird offiziell als William Hill Premiership ausgetragen. Es ist zudem die 129. Austragung der höchsten Fußball-Spielklasse innerhalb der Scottish Professional Football League, in welcher der Schottische Meister ermittelt wird. Die Spielzeit begann am 2. August 2025 und endet nach zwei Runden mit dem 38. Spieltag am 17. Mai 2026.
Nach der regulären Saison, die als 1. Runde bezeichnet wird und in der alle Mannschaften jeweils dreimal gegeneinander antreten, beginnt die abschließende 2. Runde, die in zwei Gruppen der Meisterschafts- und Abstiegs-Play-offs unterteilt wird. Der Elftplatzierte der Premiership tritt danach in Relegationsspielen an, an denen der Zweit-, Dritt- und Viertplatzierte der Scottish Championship teilnehmen. Der Tabellenletzte steigt direkt ab.
Titelverteidiger ist Celtic Glasgow.

## Vereine
| Verein              | Stadt      | Stadion                                       | Kapazität |
| ------------------- | ---------- | --------------------------------------------- | --------- |
| FC Aberdeen         | Aberdeen   | Pittodrie Stadium                             | 20.866    |
| Celtic Glasgow      | Glasgow    | Celtic Park                                   | 60.411    |
| FC Dundee           | Dundee     | Scot Foam Stadium at Dens Park                | 11.775    |
| Dundee United       | Dundee     | CalForth Construction Arena at Tannadice Park | 14.233    |
| FC Falkirk          | Falkirk    | Falkirk Stadium                               | 07.937    |
| Heart of Midlothian | Edinburgh  | Tynecastle Park                               | 20.099    |
| Hibernian Edinburgh | Edinburgh  | Easter Road                                   | 20.421    |
| FC Kilmarnock       | Kilmarnock | BBSP Stadium Rugby Park                       | 17.889    |
| FC Livingston       | Livingston | Almondvale Stadium                            | 09.713    |
| FC Motherwell       | Motherwell | Fir Park                                      | 13.677    |
| Glasgow Rangers     | Glasgow    | Ibrox Stadium                                 | 50.817    |
| FC St. Mirren       | Paisley    | SMISA Stadium                                 | 07.937    |

## 1. Runde

### Tabelle
| Pl.                    | Verein                 | Sp. | S | U | N | Tore    | Diff. | Punkte |
| ---------------------- | ---------------------- | --- | - | - | - | ------- | ----- | ------ |
| 1.                     | Heart of Midlothian    | 2   | 2 | 0 | 0 | 005:200 | +3    | 06     |
| 2.                     | Celtic Glasgow (M) (L) | 2   | 2 | 0 | 0 | 003:000 | +3    | 06     |
| 3.                     | FC Livingston (N)      | 2   | 1 | 1 | 0 | 005:300 | +2    | 04     |
| 4.                     | Hibernian Edinburgh    | 2   | 1 | 1 | 0 | 004:300 | +1    | 04     |
| 5.                     | FC Kilmarnock          | 2   | 0 | 2 | 0 | 004:400 | ±0    | 02     |
| 6.                     | Glasgow Rangers        | 2   | 0 | 2 | 0 | 002:200 | ±0    | 02     |
| 7.                     | FC Motherwell          | 2   | 0 | 2 | 0 | 001:100 | ±0    | 02     |
| 8.                     | Dundee United          | 2   | 0 | 1 | 1 | 004:500 | −1    | 01     |
| 9.                     | FC Dundee              | 2   | 0 | 1 | 1 | 002:300 | −1    | 01     |
| 10.                    | FC St. Mirren          | 2   | 0 | 1 | 1 | 000:100 | −1    | 01     |
| 11.                    | FC Falkirk (N)         | 2   | 0 | 1 | 1 | 003:500 | −2    | 01     |
| 12.                    | FC Aberdeen (P)        | 2   | 0 | 0 | 2 | 000:400 | −4    | 0      |
| Stand: 10. August 2025 |                        |     |   |   |   |         |       |        |

Platzierungskriterien: 1. Punkte – 2. Tordifferenz – 3. geschossene Tore

| Zum Saisonende 2024/25 |                                                 |
| (M)                    | Meister der Scottish Premiership 2024/25        |
| (P)                    | Pokalsieger des Scottish FA Cup 2024/25         |
| (L)                    | Ligapokalsieger des Scottish League Cup 2024/25 |
| (N)                    | Aufsteiger aus der Scottish Championship        |

### Tabellenverlauf
Verlegte Partien werden entsprechend der ursprünglichen Terminierung dargestellt, damit an allen Spieltagen für jede Mannschaft die gleiche Anzahl an Spielen berücksichtigt wird.
|                     | 1  | 2  | 3 | 4 | 5 | 6 | 7 | 8 | 9 | 10 | 11 | 12 | 13 | 14 | 15 | 16 | 17 | 18 | 19 | 20 | 21 | 22 | 23 | 24 | 25 | 26 | 27 | 28 | 29 | 30 | 31 | 32 | 33 | 34 | 35 | 36 | 37 | 38 |
| ------------------- | -- | -- | - | - | - | - | - | - | - | -- | -- | -- | -- | -- | -- | -- | -- | -- | -- | -- | -- | -- | -- | -- | -- | -- | -- | -- | -- | -- | -- | -- | -- | -- | -- | -- | -- | -- |
| Celtic Glasgow      | 3  | 2  |   |   |   |   |   |   |   |    |    |    |    |    |    |    |    |    |    |    |    |    |    |    |    |    |    |    |    |    |    |    |    |    |    |    |    |    |
| Glasgow Rangers     | 8  | 6  |   |   |   |   |   |   |   |    |    |    |    |    |    |    |    |    |    |    |    |    |    |    |    |    |    |    |    |    |    |    |    |    |    |    |    |    |
| Hibernian Edinburgh | 2  | 4  |   |   |   |   |   |   |   |    |    |    |    |    |    |    |    |    |    |    |    |    |    |    |    |    |    |    |    |    |    |    |    |    |    |    |    |    |
| Dundee United       | 4  | 8  |   |   |   |   |   |   |   |    |    |    |    |    |    |    |    |    |    |    |    |    |    |    |    |    |    |    |    |    |    |    |    |    |    |    |    |    |
| FC Aberdeen         | 12 | 12 |   |   |   |   |   |   |   |    |    |    |    |    |    |    |    |    |    |    |    |    |    |    |    |    |    |    |    |    |    |    |    |    |    |    |    |    |
| FC St. Mirren       | 11 | 10 |   |   |   |   |   |   |   |    |    |    |    |    |    |    |    |    |    |    |    |    |    |    |    |    |    |    |    |    |    |    |    |    |    |    |    |    |
| Heart of Midlothian | 1  | 1  |   |   |   |   |   |   |   |    |    |    |    |    |    |    |    |    |    |    |    |    |    |    |    |    |    |    |    |    |    |    |    |    |    |    |    |    |
| FC Motherwell       | 8  | 7  |   |   |   |   |   |   |   |    |    |    |    |    |    |    |    |    |    |    |    |    |    |    |    |    |    |    |    |    |    |    |    |    |    |    |    |    |
| KIL                 | 4  | 5  |   |   |   |   |   |   |   |    |    |    |    |    |    |    |    |    |    |    |    |    |    |    |    |    |    |    |    |    |    |    |    |    |    |    |    |    |
| FC Dundee           | 10 | 9  |   |   |   |   |   |   |   |    |    |    |    |    |    |    |    |    |    |    |    |    |    |    |    |    |    |    |    |    |    |    |    |    |    |    |    |    |
| FC Falkirk          | 4  | 11 |   |   |   |   |   |   |   |    |    |    |    |    |    |    |    |    |    |    |    |    |    |    |    |    |    |    |    |    |    |    |    |    |    |    |    |    |
| LIV                 | 4  | 3  |   |   |   |   |   |   |   |    |    |    |    |    |    |    |    |    |    |    |    |    |    |    |    |    |    |    |    |    |    |    |    |    |    |    |    |    |

### Torschützenliste
Bei gleicher Anzahl von Toren sind die Spieler alphabetisch nach Nachnamen bzw. Künstlernamen sortiert.
| Pl.                    | Nat.       | Name            | Logo | Mannschaft          | Tore |
| ---------------------- | ---------- | --------------- | ---- | ------------------- | ---- |
| 1.                     | Kroatien   | Ivan Dolček     |      | Dundee United       | 3    |
| 1.                     | Schottland | Stuart Findlay  |      | Heart of Midlothian | 3    |
| 3.                     | Schottland | Kieron Bowie    |      | Hibernian Edinburgh | 2    |
| 3.                     | Schottland | Scott Pittman   |      | FC Livingston       | 2    |
| 3.                     | England    | James Tavernier |      | Glasgow Rangers     | 2    |
| Stand: 10. August 2025 |            |                 |      |                     |      |

### Meiste Torvorlagen
Bei gleicher Anzahl von Toren sind die Spieler alphabetisch nach Nachnamen bzw. Künstlernamen sortiert.
| Pl.                    | Nat.          | Name            | Logo | Mannschaft    | Tore |
| ---------------------- | ------------- | --------------- | ---- | ------------- | ---- |
| 1.                     | Guinea-Bissau | Panutche Camará |      | Dundee United | 2    |
| Stand: 10. August 2025 |               |                 |      |               |      |

### Torhüter ohne Gegentor
Bei gleicher Anzahl von Toren sind die Spieler alphabetisch nach Nachnamen bzw. Künstlernamen sortiert.
| Pl.                    | Nat.     | Name              | Logo | Mannschaft     | Tore |
| ---------------------- | -------- | ----------------- | ---- | -------------- | ---- |
| 1.                     | Danemark | Kasper Schmeichel |      | Celtic Glasgow | 2    |
| Stand: 10. August 2025 |          |                   |      |                |      |

## Personal und Sponsoren
| Verein              | Logo | Trainer            | Kapitän            | Ausrüster | Hauptsponsor                   |
| ------------------- | ---- | ------------------ | ------------------ | --------- | ------------------------------ |
| FC Aberdeen         |      | Jimmy Thelin       | Graeme Shinnie     | Adidas    | TEXO                           |
| Celtic Glasgow      |      | Brendan Rodgers    | Callum McGregor    | Adidas    | Dafabet                        |
| FC Dundee           |      | Steven Pressley    | Simon Murray       | Macron    | Crown Engineering Services     |
| Dundee United       |      | Jim Goodwin        | Ross Graham        | Erreà     | Quinn Casino                   |
| FC Falkirk          |      | John McGlynn       | Coll Donaldson     | O’Neills  | Crunchy Carrots                |
| Heart of Midlothian |      | Derek McInnes      | Lawrence Shankland | Hummel    | Stellar Omada                  |
| Hibernian Edinburgh |      | David Gray         | Joe Newell         | Joma      | Bevvy.com                      |
| FC Kilmarnock       |      | Stuart Kettlewell  | Brad Lyons         | Hummel    | James Frew Ltd                 |
| FC Livingston       |      | David Martindale   | Ryan McGowan       | Joma      | Livi Self Storage              |
| FC Motherwell       |      | Jens Berthel Askou | Paul McGinn        | Macron    | G4 Claims                      |
| Glasgow Rangers     |      | Russell Martin     | James Tavernier    | Umbro     | Unibet                         |
| FC St. Mirren       |      | Stephen Robinson   | Mark O’Hara        | Macron    | Consilium Plumbing and Heating |

## Trainerwechsel
| Verein | Verein              | Trainer        | Grund                           | Datum        | Tabellenplatz | Nachfolger         |
| ------ | ------------------- | -------------- | ------------------------------- | ------------ | ------------- | ------------------ |
|        | Glasgow Rangers     | Barry Ferguson | Interimstrainer                 | 1. Juni 2025 | Sommerpause   | Russell Martin     |
|        | Heart of Midlothian | Liam Fox       | Interimstrainer                 | 1. Juni 2025 | Sommerpause   | Derek McInnes      |
|        | FC Kilmarnock       | Derek McInnes  | Wechsel zu Heart of Midlothian  | 1. Juni 2025 | Sommerpause   | Stuart Kettlewell  |
|        | FC Dundee           | Tony Docherty  | Entlassen                       | 1. Juni 2025 | Sommerpause   | Steven Pressley    |
|        | FC Motherwell       | Michael Wimmer | Wechsel zum SSV Jahn Regensburg | 1. Juni 2025 | Sommerpause   | Jens Berthel Askou |